# أكيتو
أكيتو (بالسومرية: أكيتي سنونم) (ريش شاتين بالأكادية) (بالأشورية: ܪܫܐ ܕܫܢܿܬܐ ܐܫܘܪܝܬܐ)، هو عيد رأس السنة لدى الحضارة السومرية والبابلية والأكادية وصولا للحضارة الآشورية  ويبدأ عيد رأس السنة الجديدة في اليوم الأول من شهر نيسان ويستمر لمدة اثنا عشر يوماً. ويعود الاحتفال برأس السنة الآشورية في الأول من نيسان إلى السلالة البابلية الأولى، أي إلى مطلع الألف الثاني قبل الميلاد، إذ تم على عهد هذه السلالة العمورية ترتيب حلقات الحياة بشكلها شبه النهائي في حياة سكان بلاد ما بين النهرين في العراق وسوريا سواء من الناحية الدينية أو الاقتصادية أو الاجتماعية.
من الجدير بالذكر أن تأريخ يوم السومريون كان يعتمد على عدة عناصر طبيعية وأهمها القمر، فقد كان معلوما بأن شهر «نيسانو» (نيسان) يبدأ بحسب التقويم الآشوري العراقي بليلة الاعتدال الربيعي، إلا أنّ المدوّنات الأثرية تبقى المرجع الأوّل والأخير ومنها الألواح المسمارية التي اخذت من العراق في متحف لندن.وترتبط جذور المناسبة بأصل زراعي يتعلق بموسم حصاد الشعير، ويعتقد بأن اتفاقا حصل قديما بين شعوب بلاد ما بين النهرين على أن يكون الاحتفال في الربيع، إذ يمثل تفتح الحياة وموسم الحصاد.
عند الشعوب القديمة كان الشهر القمري يبدأ مع القمر الجديد. من الجدير بالذكر يأن طول هذه الفترة كان حوالي 29 يوم و12 ساعة و44 دقيقة و3 ثواني يتوسطها اكتمال القمر مرّة واحدة شهريا، مما يعني بأنه لا يمكن تحديد تاريخ مرقـّّم لرأس السنة الجديدة لأن القمر الجديد سيتغيّر تاريخه الرقمي كل سنة بالتقويم الحديث.

## معنى أكيتو
حول المعنى الدقيق لكلمة «أكيتو» السومرية الأصل، لم يتوصل الباحثون لشيء، ولكنهم أشاروا إلى أنها تعني «بداية» أو «عتبة»، بل إن البعض رأى أنها كلمة دخيلة على اللغة السومرية وغير موجودة فيها ولا في البابلية،  في حين يقال إنها تعني رأس السنة الآشورية.
ويُصر أبناء بعض الطوائف المسيحية في العراق على التمسك بهذا العيد، إذ إن المناسبة تحمل قدسية خاصة ممزوجة بطابع جمالي مستمد من هدوء وجمال الطبيعة، بالإضافة إلى ارتباطها بالخصوبة، ولكنه عند البابليين كان مرتبطا بمناسبة دينية مهمة، وهي ما يعتبرونه انتصار الإله مردوخ على الإله تيامات.
يعتقد أن المناسبة كانت في فترات من الزمن عيدا دينيا شعبيا تشارك فيه الآلهة والملوك وسكان المدن التي تحتفل بأكيتو، وكانت بدايته على شكل احتفالات صغيرة تقام في مصلى صغير، وبمرور الزمن تحوّل إلى احتفال كبير يقام في المعبد البابلي.
يشار ألى أن الكلدان العراقيين ما زالوا يمارسون الطقوس الدينية وتقديم الذبائح والصلوات وقراءة القصص البابلية للخلق، والتي تحكي عن «اتحاد الآلهة»، رغم أنه احتفال قومي.